# Fârdea
Fârdea (in ungherese Ferde) è un comune della Romania di 1816 abitanti, ubicato nel distretto di Timiș, nella regione storica del Banato. 
Il comune è formato dall'unione di 7 villaggi: Drăgșinești, Fârdea, Gladna Montană, Gladna Română, Hăuzești, Mâtnicu Mic, Zolt.
Sul territorio del comune si trova un Monastero ortodosso, fondato nel 2001.